# Elmer Rossnegger
Elmer Rossnegger (* 22. Juli 1965 in Wien) ist ein österreichischer Fernsehmoderator und Regisseur.

## Leben
Mit einer klassischen Gesangsausbildung als Tenor hat Elmer Rossnegger seit dem 14. Lebensjahr Lieder komponiert und in verschiedenen Bands gesungen. Vor der Zeit beim ORF arbeitete er großteils in Gelegenheitsjobs. Die erste Sendung, in der Rossnegger auftrat, war Vif Zak. Darauf folgten 7 x Ich und Du und Pfitschi Pfeil, wo er als Elmer, die Laufmasche in Erscheinung trat.
Zur Bezirksvorsteher-Wahl 2010 in Wien befand sich Rossnegger im Personenkomitee der SPÖ-Politikerin und Bezirksvorsteherin im Alsergrund Martina Malyar.

## Karriere
Elmer Rossnegger war von 1991 bis 2008 als Moderator, Drehbuchautor und Regisseur zahlreicher Produktionen für das ORF Kinderprogramm tätig. Er war maßgeblich an der Entwicklung der Programmschiene Confetti TiVi beteiligt, die von 1994 bis 2008 lief und moderierte viele der Sendungen, wie etwa die die Confetti Game Show, Town Trophy, Elmers beste Reste oder Level 5. Im Sommer stand er mit Confetti und Rolf Rüdiger, den Maskottchen des Confetti TiVi, auch bei Confetti auf Tour auf der Bühne.
Von 1995 bis 2006 moderierte er den Kiddy Contest, in den Jahren 2000 und 2001 mit Enie van de Meiklokjes, von 2004 bis 2006 war Nina Moghaddam an seiner Seite. Ab 2005 moderierte Elmer Rossnegger noch einige Zeit lang die Liveshows des Kiddy Contest, die in jedem Jahr nach dem TV-Finale stattfinden.
Seit 2002 ist Elmer Rossnegger als Regisseur von Helmi tätig. Seit 2017 leiht er der Puppe auch seine Stimme.